# Правила Фольборта
«Правила Фольборта» — емпіричні узагальнення, що описують виснаження та відновлення органів та організму після тривалого навантаження. Зроблені фізіологом Георгієм Фольбортом у результаті його робіт, виконаних в Ленінграді та в Україні у період 1910х-1950х років. Названі так фізіологом Іваном Павловим у 1935 році. Спочатку було сформульовано 4 «правила Фольборта», пізніше їх число збільшилося.

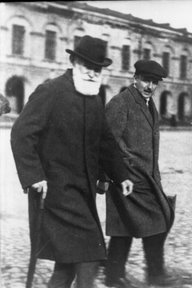
Учитель і учень: Павлов і Фольборт

## Передумови
Проблему співвідношення виснаження і відновлення органу після роботи Павлов розглядав ще у 1890 році у роботі «Баланс азоту в слинній підщелепній залозі при роботі (матеріали до вчення про відновлення функціонуючої залозистої тканини». Він показав, що при виділенні слини витрачається азот (виснаження), але одночасно відбувається і відновлення вмісту азоту - підтримується певний баланс. Проте це дослідження не мало продовження, оскільки Павлов захопився умовними рефлексами.

## Досліди Фольборта
Фольборт також взяв за об'єкт слинну залозу собаки, але вивчав її у хронічному експерименті. Це давало змогу оцінити відносно повільні зміни у хімічному складі слини, що опосередковано характеризують виснаження і відновлення. Втома слинних залоз досягалася годуванням піддослідного собаки шматочками сухаря кожні 15 секунд аж до відмови тварини від їжі. Критеріями виснаження були зниження вмісту азоту, муцинів і твердої фракції. Фольборт виявив, що після довгої роботи органу відбувається як виснаження, так і відновлення, причому інтенсивність відновлення зростає із ступенем втоми.

## Працездатність і функціональний потенціал
За Фольбортом на рівень працездатності органу впливає його перебування у стані стомлення або відновлення. Стомлення - це тимчасове оборотне зниження працездатності органа чи системи органів, зумовлене тривалою або інтенсивною діяльністю. Кожен орган має свій функціональний потенціал, тобто змогу й надалі виконувати певну функцію. Динаміка функціонального потенціалу визначає працездатність.
У «правилах Фольборта» якраз сформульовані основні закономірності динаміки функціональних потенціалів.
1. Працездатність органа не є його постійною властивістю, а визначається у кожний даний момент рівнем, біля якого коливається баланс процесів виснаження і відновлення.
2. В органах під час їх тривалої або напруженої діяльності відбуваються певні матеріальні зміни, які ведуть до зниження повноцінності їх функції. Це знаходить свій вияв у розвитку процесів стомлення.
3. Матеріальні зміни, що відбуваються в органах під час їх діяльності, є основним збудником процесів, які ведуть до відновлення дієздатності органів.
4. Швидкість, з якою під час діяльності в органі відбуваються матеріальні зміни, є основним фактором, що визначає силу цих змін як подразника відновлювальних процесів.